# Dolichurus palawanensis
Dolichurus palawanensis är en  stekelart som beskrevs av Tsuneki in Tsuneki et al. 1992. Dolichurus palawanensis ingår i släktet Dolichurus och familjen Ampulicidae.

## Underarter
Arten delas in i följande underarter:
- D. p. palawanensis
- D. p. davaonis